# Emre Gürbüz
Emre Gürbüz (* 25. März 1991 in Mersin) ist ein türkischer Fußballspieler. 

## Karriere
Seine Vereinsfußballerkarriere startete er 2001 bei Mersin Kuvayi Milliye SK und wechselte von hier 2006 zu Etimesgut Şekerspor. 2008 erhielt er bei diesem Verein einen Profivertrag und spielte aber weiterhin für die Jugendmannschaften.
2009 wechselte er zu Mersin İdman Yurdu. Hier spielte er ausschließlich für die Reservemannschaft. Zur Rückrunde der Saison 2011/12 wurde er an den Viertligisten Tarsus İdman Yurdu ausgeliehen. Hier erreichte er mit seiner Mannschaft die Meisterschaft der TFF 3. Lig und damit den direkten Aufstieg in die TFF 2. Lig.
Zum Sommer 2012 kehrte er zu Mersin İY zurück. Hier wird er wieder für die Reservemannschaft spielen, besitzt aber auch eine Spielberechtigung für die Profimannschaft.

## Erfolge
- Mersin İdman Yurdu:
  - 2010/11 Meisterschaft der TFF 1. Lig
  - 2010/11 Aufstieg in die Süper Lig

- Tarsus İdman Yurdu:
  - 2011/12 Meisterschaft der TFF 2. Lig
  - 2011/12 Aufstieg in die TFF 1. Lig